# کی‌رایت
کی‌رایت (به انگلیسی: KWrite) یک ویرایشگر متن سبک‌وزن برای میزکار کی‌دی‌ئی است. این برنامه قادر است تا متن را در قالب‌های مختلفی از جمله اچ‌تی‌ام‌ال، پی‌دی‌اف و پست‌اسکریپت تولید کند. از جمله دیگر قابلیت‌های این برنامه می‌توان به برجسته‌سازی کد منبع، پشتیبانی از بوک‌مارک‌ها، تکمیل خودکار کلمات، انتخاب انکودینگ متن، تاکردن کد منبع، مشخص کردن کاراکتر انتهای خط (EOL) متناسب با سیستم‌عامل‌های مختلف از جمله یونیکس، ویندوز و مک اواس ده و قابلیت‌های دیگر اشاره کرد.